# Новостроенка
Новостро́енка — село в Неклиновском районе Ростовской области.
Входит в состав Советинского сельского поселения.

## Население
| 2010 |
| ---- |
| 194  |

## Улицы
| - ул. Гагарина, - ул. Ленина, | - ул. Подгорная, - ул. Таганрогская. |